# Сэквилл-Уэст, Чарльз, 6-й граф де ла Варр
Чарльз Ричард Сэквилл-Уэст, 6-й граф де ла Варр (англ. Charles Richard Sackville-West, 6th Earl De La Warr; 13 ноября 1815 — 23 апреля 1873) — британский дворянин и военный, дослуживший до чина генерал-майора. Он был известен как лорд Уэст с 1850 по 1869 год.

## Ранняя жизнь
Родился 13 ноября 1815 года. Второй сын Джорджа Сэквилл-Уэста, 5-го графа де ла Варра (1791—1869), и леди Элизабет Сэквилл (1795—1870), дочери Джона Сэквилла, 3-го герцога Дорсета. Он получил образование в школе Харроу (Лондон).

## Карьера
Офицер 43-го пехотного полка с 1833 года, лейтенант 15-го пехотного полка (1835), капитан 21-го пехотного полка (1842). Был назначен адъютантом и военным секретарем сэра Хью Гофа в Индии в 1845 году. Во время Первой англо-сикхской войны он участвовал в битве при Собраоне.
В 1850 году Чарольз Сэквилл-Уэст стал известен под титулом лорда Уэста после безвременной смерти его старшего брата, Джорджа Уэста, лорда Кантелупа (1814—1850), который также не был женат.
Майор 21-го пехотного полка (1852), подполковник 21-го пехотного полка (1855). Участвовал в Крымской войне с Россией в 1855 году. В 1864 году ему было пожаловано звание генерал-майора.
Кавалер Ордена Бани (1855), Ордена Почётного легиона (1856) и Ордена Меджидие (1858).
В феврале 1869 года после смерти своего отца Чарльз Сэквилл-Уэст унаследовал титулы 6-го графа де ла Варра, 6-го виконта Кантелупа и 6-го барона де ла Варра.
В 1871 году стал рыцарем-командором Ордена Бани.
Лорд де ла Варр скончался в апреле 1873 года в возрасте 57 лет, утопившись в реке Кам. Он не был женат, и ему наследовал графство его следующий младший брат Реджинальд, лорд Бакхерст.